# 阿岑布鲁格
阿岑布鲁格是奥地利下奥地利州图尔恩县的一个市镇。总面积25.94平方公里，总人口2551人，人口密度98.3人/平方公里（2005年）。